# Popac
Popac je srpsko prezime koje potiče iz sela Kričke u Dalmaciji. Nosioci ovog prezimena su takođe brojni u Negoslavcima kod Vukovara.